# Ewood Park
Ewood Park – stadion piłkarski, położony w mieście Blackburn, Wielka Brytania. Oddany został do użytku w 1890 roku. Od tego czasu swoje mecze na tym obiekcie rozgrywa zespół Premier League Blackburn Rovers. Po przebudowach obiektu w latach: 1903, 1915 oraz 1987-1995, jego pojemność wynosi 31 367 miejsc.